# Vito Pollari
Vito Pollari (Alcamo, 22 gennaio 1963) è un allenatore di pallacanestro italiano.
Ha allenato in Serie A1 con Alcamo.
Attualmente è insegnante di scienze motorie nelle scuole medie della Liguria

## Palmarès
- Campionato italiano di Serie A2: 1
Sport Club Alcamo: 1993-94
- Campionato italiano di Serie B: 1
Sport Club Alcamo: 1991-92
- Serie C femminile: 1
Sport Club Alcamo: 1989-90
- Promozione femminile: 1
Sport Club Alcamo: 1987-88